# Einaudi

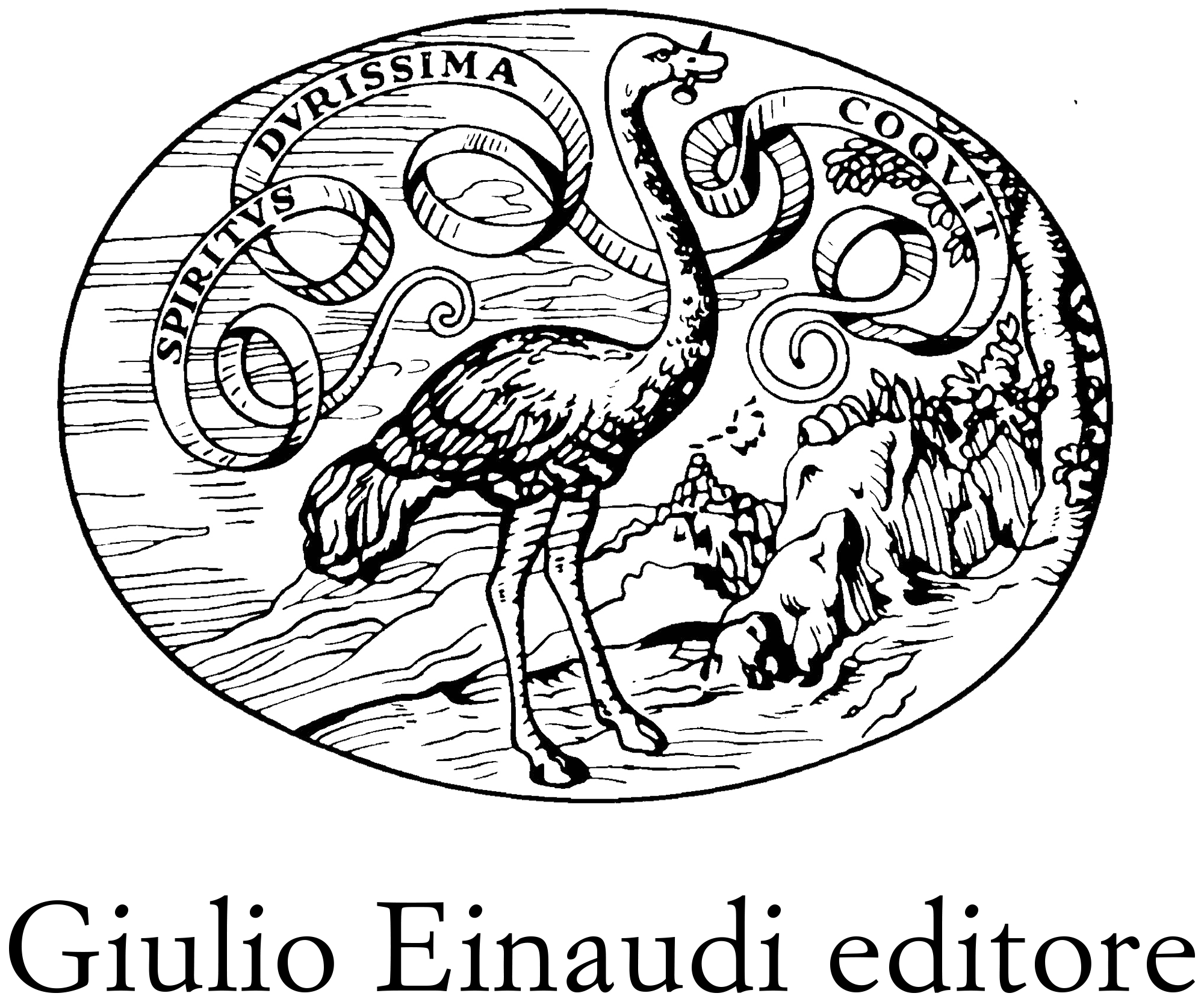
Logo des Einaudi-Verlags

Einaudi (italienisch Giulio Einaudi editore) ist ein italienischer Verlag mit Sitz in Turin.

## Geschichte
Der Verlag wurde am 15. November 1933 von Giulio Einaudi, dem Sohn des Wirtschaftswissenschaftlers, Senators der liberalen Partei und späteren Staatspräsidenten Luigi Einaudi, in Turin gegründet. Ab 1934 brachte der Verlag die zuvor von Luigi Einaudi herausgegebene wirtschaftswissenschaftliche Zeitschrift La Riforma Sociale heraus, zu der 1935 die Zeitschrift La Cultura und erste Bücher über Wirtschaft und Geschichte hinzukamen. Mitbegründer des Verlages war der Intellektuelle Leone Ginzburg, der 1944 im römischen Gefängnis Regina Coeli von Deutschen gefoltert wurde und an den Folgen starb. Auch der Schriftsteller Cesare Pavese war Einaudi und Ginzburg eng verbunden und arbeitete als Herausgeber, Übersetzer, Lektor und Programmdirektor für den Verlag. Einaudi, Ginzburg und zahlreiche Mitarbeiter gehörten zum Umfeld der antifaschistischen Widerstandsbewegung Giustizia e libertà. 1935 gab es erste Verhaftungswellen, La Cultura wurde verboten. Der Verlag hielt an seinem internationalen Programm fest und wurde nach 1945 zu einem der einflussreichsten italienischen Verlage. Bekannte Einaudi-Lektoren waren die Schriftsteller Natalia Ginzburg, Elio Vittorini, Italo Calvino und Mario Fortunato.
Seit 1994 gehört Einaudi zur Verlagsgruppe Arnoldo Mondadori Editore.

## Katalog (Auswahl)
- 1957: Elsa Morante: L'isola di Arturo.
- 1974: Elsa Morante: La Storia.